# Selca
Selca és un poble de Croàcia situat al comtat de Split-Dalmàcia i que es troba a l'illa de Brač. El 2020 tenia una població estimada de 1.752 habitants.